# Mazinaw Rock
Mazinaw Rock är ett berg i Kanada.   Det ligger i provinsen Ontario, i den sydöstra delen av landet, 130 km väster om huvudstaden Ottawa. Toppen på Mazinaw Rock är 284 meter över havet, eller 7 meter över den omgivande terrängen. Bredden vid basen är 0,09 km.
Terrängen runt Mazinaw Rock är platt. Runt Mazinaw Rock är det mycket glesbefolkat, med 3 invånare per kvadratkilometer.. 
I omgivningarna runt Mazinaw Rock växer i huvudsak blandskog.